# Nousis
Nousis (finska: Nousiainen) är en kommun i landskapet Egentliga Finland. Nousis har cirka 4 689 invånare och har en yta på 199,55 km².
Nousis är enspråkigt finskt.
Sevärdheter i Nousis är Sankt Henriks kyrka, hembygdsmuseet Topoinen och den gamla järnvägsstationen, som nu är festlokal. Genom kommunen går pilgrimsleden S:t Henriksleden som löper mellan Åbo och Kumo.

## Historia
Nousis är Finlands första biskopssäte. Biskop Henrik, Finlands första biskop, gravlades i Nousis 1156, troligtvis vid platsen för Nousis kyrka. Nousis blev därefter säte för missionsstiftet i Finland. År 1229 flyttades Finlands biskopssäte från Nousis till Korois (i nuvarande Åbo) vid Aura å, på initiativ av biskop Thomas. Nynäs är en medeltida storgård som hörde till Nousis till år 1930.

### Administrativ historik
1 januari 2004 tillfördes ett område med 2 invånare från Mietoinens kommun.

## Byar
Aatoila, Alakylä, Falkenberg, (fi. Valpperi), Haatila, Hakola, Heininen, Hyrkkö, Järäinen, Kaisela, Kaitarinen, Kallunen, Keskusoja, Killainen, Koijola, Kulola, Kytöinen, Kärmälä, Kärrynen, Köönikkälä, Laaleinen, Laihonen, Leinainen, Mahala, Moijonen, Nummi, Nutturla, Oja, Paijula, Paistanoja, Pakainen, Palo, Papumäki, Puotunen, Rekoinen, Repola, Riitalho, Ristimäki, Riukula, Saksala, Sontamala, Sukkinen, Tappuri, Topoinen, Vadanvainio, Vainionpohja, Vainoinen, Vastlahti och Vuorenpää.

## Politik

### Mandatfördelning i Nousis kommun, valen 1976–2021
| 2 | 3 | 11 | 5 |

| 3 | 3 | 9 | 6 |

| 3 | 3 | 1 | 9 | 5 |

| 3 | 3 | 1 | 9 | 5 |

| 4 | 5 | 11 |  | 6 |

| 4 | 3 |  | 13 | 6 |

| 3 | 3 |  | 13 | 7 |

| 4 | 3 | 13 | 7 |

| 17 | 10 |

| 2 | 4 | 2 | 11 | 8 |

| 17 | 10 |

| 2 | 2 | 4 | 11 | 8 |

| 18 | 9 |

| 5 | 3 | 3 | 8 | 8 |

| 16 | 11 |

| 2 | 2 | 5 | 2 | 4 | 4 |

| 10 | 9 |

## Demografi

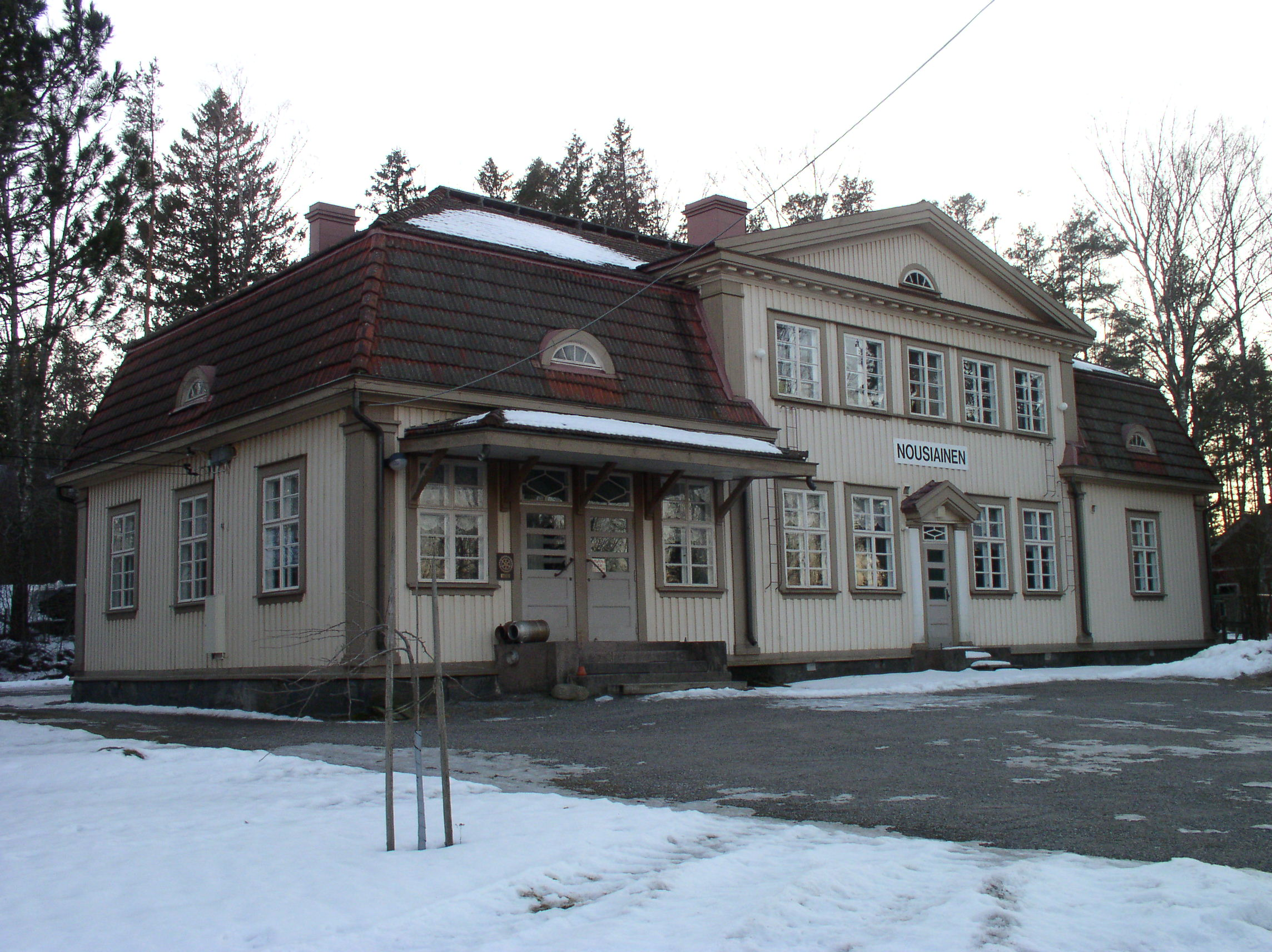
Nousis järnvägsstation.

### Befolkningsutveckling
| Befolkningsutvecklingen i Nousis kommun 1975–2020                                                            | Befolkningsutvecklingen i Nousis kommun 1975–2020 | Befolkningsutvecklingen i Nousis kommun 1975–2020 | Befolkningsutvecklingen i Nousis kommun 1975–2020 | Befolkningsutvecklingen i Nousis kommun 1975–2020 |
| --- | ------------------------------------------------- | ------------------------------------------------- | ------------------------------------------------- | ------------------------------------------------- |
| |                                                   |                                                   |                                                   |                                                   |
| År |                                                   |                                                   | Folkmängd                                         |                                                   |
| 1975 | 1975                                              |                                                   | 3 226                                             |                                                   |
| 1980 | 1980                                              |                                                   | 3 430                                             |                                                   |
| 1985 | 1985                                              |                                                   | 3 649                                             |                                                   |
| 1990 | 1990                                              |                                                   | 3 996                                             |                                                   |
| 1995 | 1995                                              |                                                   | 4 104                                             |                                                   |
| 2000 | 2000                                              |                                                   | 4 189                                             |                                                   |
| 2005 | 2005                                              |                                                   | 4 518                                             |                                                   |
| 2010 | 2010                                              |                                                   | 4 865                                             |                                                   |
| 2015 | 2015                                              |                                                   | 4 859                                             |                                                   |
| 2020 | 2020                                              |                                                   | 4 693                                             |                                                   |
| Anm: Uppgifterna avser förhållandena den 31 december nämnda år enligt områdesindelningen den 1 januari 2022. |                                                   |                                                   |                                                   |                                                   |

## Kända personer från Nousis
- Mikko Rantanen (1996–), ishockeyspelare